# Svazek obcí Vejprtska
Svazek obcí Vejprtska je zájmové sdružení v okresu Chomutov, jeho sídlem je Vejprty a jeho cílem je zajištění zásobování vodou, odvádění a čištění odpadních vod. Sdružuje celkem 5 obcí a byl založen v roce 1993.

## Obce sdružené v mikroregionu
- Vejprty
- Kovářská
- Měděnec
- Kryštofovy Hamry
- Loučná pod Klínovcem